# Molophilus pansus
Molophilus pansus är en tvåvingeart som beskrevs av Alexander 1968. Molophilus pansus ingår i släktet Molophilus och familjen småharkrankar. Inga underarter finns listade i Catalogue of Life.